# Herbert Wetter
Herbert Maurits Wetter (* 15. März 1891 in Nedre Eiker; † 5. September 1966 in Oslo) war ein norwegischer Schwimmer.

## Karriere
Wetter nahm 1912 an den Olympischen Spielen in Stockholm teil. Hier scheiterte er im Wettbewerb über 1500 m Freistil im ersten Vorlauf. Für den Wettkampf über 400 m Freistil war Wetter ebenfalls gemeldet, trat aber nicht an.